# 瑞丽农场
瑞丽农场原名国营瑞丽农场，是中华人民共和国云南省德宏傣族景颇族自治州瑞丽市的一个农场，场部驻瑞丽市瑞宏路11号。瑞丽农场原是云南省农垦总局下属的农场之一，2011年7月实施体制改革，由农垦系统移交地方管理。

## 历史
1956年2月，瑞丽县地方国营农场于芒令乡贺允寨建立，1960年1月1日扩建为国营勐卯农场。1959年4月，中共德宏州工委抽调陇川拉线农场部分人员前往瑞丽弄岛区，5月1日分别在荷界寨、弄莫雷寨创建五一农场、卫星农场，6月1日，德宏州农垦局将两场合并，称弄岛农场。同年5月，中共德宏州工委抽调潞江农场部分人员前往瑞丽，在芒令乡创建红星农场，德宏州农垦局将其命名国营卡朗农场。同年10月，成立瑞丽县农垦局。1960年2月，中国人民解放军驻瑞丽边防团（7630部队）抽调部分人员建立贺赛军垦农场，1961年12月划归瑞丽县农垦局，改称国营贺赛农场。1962年12月，云南省农垦总局通知撤销瑞丽县农垦局，成立瑞丽农场瑞丽总场，直属于德宏州农垦局，下辖勐卯、卡朗、贺赛、弄岛四个国营农场。
1967年3月，以原弄岛农场第六、第九生产队组建国营雷允农场。1970年4月，瑞丽农场与畹町农场组建中国人民解放军云南生产建设兵团第三师第十一团，勐卯、卡朗、贺赛、弄岛、雷允、畹町农场按顺序编为第一至六营。1971年2月，在莫里山组建第七营。1974年9月，第一至五营恢复原名（××分场），第七营更名莫里分场，第六营恢复為国营畹町农场，10月生产建设兵团正式撤销。
1980年7月10日，云南省人民政府批准国营瑞丽农场成立国营瑞丽农场农工商联合企业公司，同时保留农场建制，实行“一个机构两块牌子”。1984年瑞丽县地名普查，卡朗分场更名坎兰分场，贺赛分场更名贺腮分场。1992年11月15日，为开发姐告边贸经济区，瑞丽农场直属姐告生产队土地划归姐告经济区。1993年4月15日挂牌成立国营瑞丽经济技术实业集团公司，同时保留国营瑞丽农场建制，实行“一个机构两块牌子”。2011年7月5日，瑞丽农场由农垦系统划归地方管理，中共瑞丽农场委员会、瑞丽农场管委会成为瑞丽市委、市政府的派出机构。2015年12月，中共中央、国务院印发《关于进一步推进农垦改革发展的意见》，着力推行农垦市场化改革。为推行农场改革、实现政企分离，国营瑞丽经济技术实业集团公司改制为瑞丽农场集团有限责任公司，2019年12月19日挂牌，与瑞丽农场实行“一个机构两块牌子”，农场管委负责公共管理、公共服务和资产监管，公司负责生产经营。

## 地理
瑞丽农场位于瑞丽市勐卯镇、姐相乡、户育乡、弄岛镇境内，总面积100,500.60亩（合67平方千米），土地从莫里河谷沿瑞丽坝北缘从东至西插花分布，绵延70千米。

## 人口
瑞丽农场的人口主要为1950年代的垦荒队员、中国人民解放军转业退伍军人、保山地区移民、中国东部地区的知青及其后代等。1964年有人口5,178人，1972年大批知青到场，1982年有人口11,479人，1990年12,350人，到2016年末农场共有13,467人。

## 行政区划
瑞丽农场下辖以下地区：
瑞丽农场飞海社区、瑞丽农场卡南社区、瑞丽农场莫里社区、瑞丽农场贺赛社区、瑞丽农场雷午社区和瑞丽农场雷允社区。

## 经济
瑞丽农场主要种植橡胶、甘蔗、水稻、茶叶、咖啡等作物，此外农场也开办有酒店、房地产开发公司、建筑公司、玻璃厂、商场等企业。